# Percolatie
Percolatie is een term uit het waterbeheer. Onder percolatie wordt verstaan, de neerwaartse beweging van water in de onverzadigde zone van de bodem. Dit water is meestal eerst vanaf het maaiveld geïnfiltreerd in de onverzadigde zone van de bodem. Door percolatie vindt aanvulling van het grondwater plaats.
Het water dat door percolatie in de bodem komt wordt ook percolaat genoemd. De term wordt met name gebruikt voor het infiltratiewater in verontreinigde gebieden zoals vuilstortplaatsen. Het percolaat moet daar in verband met de aanwezige verontreinigingen opgevangen worden voor het in het grondwater terechtkomt.